# エリック・ニールセン・ホワイトホース国際空港
エリック・ニールセン・ホワイトホース国際空港（エリック・ニールセン・ホワイトホースこくさいくうこう、Erik Nielsen Whitehorse International Airport）はカナダ・ユーコン準州の州都ホワイトホースにある国際空港。ユーコン準州政府が運営している。
多くの定期商業便の他に、チャーター機やブッシュ・プレーン（未開地用の汎用小型機）が利用している。また近郊のシュワトカ湖の水上機の管制も行っている。個人所有機にとってはアラスカ方面へ乗り継ぐ空港としても便利である。2009年12月にユーコン準州選出の連邦議会議員エリック・ニールセンにちなんで改名された。
IATA空港コードはYXY。

## 歴史
1940年から1941年にかけて運輸省によって建設され、1942年にカナダ空軍に移管された。1968年に軍施設は閉鎖され民間空港として供用された。

## 主な就航航空会社と路線
- エア・ノース（カルガリー、ドーソン・シティ、エドモントン、ケロウナ、イエローナイフ、イヌヴィック、オールドクロウ、ジュノー、オタワ、バンクーバー）
- エアカナダ・エクスプレス（ジャズ航空運航）（バンクーバー）
- ウェストジェット航空（バンクーバー）
- コンドル航空（フランクフルト…季節便）